# Топлица (Прилеп)
Топлица (мкд. Топлица) је насеље у Северној Македонији, у јужном делу државе. Топлица припада општини Прилеп.

## Географија
Насеље Топлица је смештено у јужном делу Северне Македоније. Од најближег већег града, Прилепа, насеље је удаљено 20 km источно.
Топлица се налази у историјској области Рајец, која обухвата слив истоимене Рајечке реке, притоке Црне реке. Јужно од села уздиже се планина Дрен, а Западно планина Бабуна. Надморска висина насеља је приближно 680 метара.
Клима у насељу је континентална.

## Становништво
По попису становништва из 2002. године, Топлица је имала 5 становника.
Претежно становништво у насељу су етнички Македонци (100%).
Већинска вероисповест у насељу је православље.